# Яфет Кото
Яфет Кото (на английски: Yaphet Kotto) е американски актьор.

## Биография
Яфет Кото е роден на 15 ноември 1939 година в Ню Йорк, САЩ. Родителите му са от Камерун. Баща му Абрахам Кото е от кралско семейство.
Навършвайки 16-годишна възраст, започва участия в „Actor's Mobile Theater Studio“. Когато става на 19, прави професионалният си дебют в ролята на Отело.

Кото през 2014 г.

## Филмография
- 4 for Texas (1963)
- 5 Card Stud (1968) Little George (Mama's bartender)
- Across 110th Street (1972) Lt. Pope
- Живей, а другите да умрат (1973) Kananga/Mr. Big
- Roots (1977) TV miniseries
- Raid on Entebbe (1977) (TV) President Idi Amin Dada
- Blue collar (1978) Smokey James
- Пришълецът (1979) Parker
- Brubaker (1980) Richard 'Dickie' Coombes
- The Star Chamber (1983) Det. Harry Lowes
- Бягащият човек (1987) William Laughlin
- Среднощно препускане (1988) FBI Agent Alonzo Mosely
- Смъртта на Фреди: Последния кошмар (1991) Doc
- Homicide: Life on the Street (1993-1999) Lieutenant Al Giardello
- The Puppet Masters (1994) Ressler
- Two If by Sea (1996) FBI Agent O'Malley